# キース・ガンブス
キース“カヤンバ”・ガンブス（Keith "Kayamba" Gumbs, 1972年9月11日 - ）は、セントクリストファー・ネイビス出身の元同国代表サッカー選手。

## 来歴
1989年、ニュータウン・ユナイテッドからデビュー。この年はチームの二冠（リーグ・カップ戦）達成に貢献し、得点王・最優秀ストライカー賞・最優秀新人賞を獲得。セントクリストファー・ネイビス代表監督のアルフォンソ・ブリッジウォーターによりA代表に招集された。ニュータウン在籍時には200ゴール近くを記録し、6年連続得点王、7年連続最優秀ストライカー賞を受賞した唯一の選手となった。1999年にはブラッドフォード・シティAFCのトライアルを受けたが、契約には至らなかった。
最後はインドネシア・スーパーリーグ・アレマ・インドネシアFCに所属した。

## 人物
- オーストラリア人女性と結婚し、2人の娘を持つ。
- 30代に入っても肉体的な衰えを見せず、パニオニオス時代にPAOKテッサロニキ戦で膝を負傷して以来大きなケガを負っていない。

## タイトル

### クラブ
愉園体育会
- 香港ファーストディビジョンリーグ (1) : 2002-03

 傑志
- 香港リーグカップ (2) : 2005-06, 2006-07
- 香港シニアシールド (1) : 2005-06

 スリウィジャヤFC
- リーガ・インドネシア・プレミアディヴィジョン (1) : 2007-08
- インドネシアカップ (3) : 2007-08, 2008-09, 2010
- インドネシア・コミュニティシールド (1) : 2010

### 個人
- 香港シニアシールド得点王 (2) : 2004-05,2005-06
- 香港リーグカップ得点王 (1) : 2005-06
- インドネシアカップ最優秀選手賞 (1) : 2010